# アルコールオキシダーゼ
アルコールオキシダーゼ（alcohol oxidase）は、次の化学反応を触媒する酸化還元酵素である。
一級アルコール + O2 {\displaystyle \rightleftharpoons } アルデヒド + H2O2
すなわち、この酵素の基質は一級アルコールとO2で、生成物はアルデヒドとH2O2である。補因子としてFADを用いる。
組織名はalcohol:oxygen oxidoreductaseで、別名にethanol oxidaseがある。